# Antonín Jančařík
Antonín Jančařík (13. června 1950 Brno – 25. listopadu 2018 Beroun) byl český speleolog, meteorolog a matematik.

## Profesní dráha
Na základní školu chodil v Letovicích, Brně a v Uhříněvsi, maturoval na gymnáziu v Říčanech, poté absolvoval matematicko-fyzikální fakultu Univerzity Karlovy v Praze, obor meteorologie (1968–1974). Pracoval v Hydrometeorologickém ústavu Praha (letiště Ruzyně), do konce roku 1987 působil v Ústavu geologie a geotechniky ČSAV Praha v Holešovičkách (klimatologie v dolech), poté od roku 1988 v Ústředním ústavu geologickém Praha, jako samostatný matematik-analytik ve výpočetním středisku. Od roku 1992 byl zaměstnán v Eurotelu Praha jako systémový manažer a dále manažer tiskařského střediska.

## Speleologie
V roce 1974 byl spoluzakladatelem odborné speleologické skupiny TARCUS, která v letech 1975 – 1979 působila jako jedna z pracovních skupin Komise UIS pro fyzikální chemii v krasu, od roku 1979 pak byla vedoucí složkou její pracovní skupiny pro geochemii v krasu. Také byl spoluzakládajícím členem ZO 1-05 "Geospeleos" České speleologické společnosti, jejíž byl až do roku 2018 členem, v posledních letech pak patřil mezi nejaktivnější co do počtu odborných článků, přednášek a exkurzí do jeskynních systémů nejen v České republice (Borneo, Čína, Portoriko,...). U několika ročníků sborníku Český kras zpracoval finální úpravy.

## Dílo
- 1976: Nástin dynamiky ovzduší v jeskyních na příkladu horních pater Koněpruských jeskyní (Outline of the Atmosphere Dynamics in Caves on the Exemple of Upper Levels of the Koněprusy Caves). - Čes. kras (Beroun), 1: 7-17.
- 1976: Schauhöhlenerschliessung, Mikroklima und Sinterzerstörung (Cave Opening for Public, Microclimate and Flowstone Destruction). - Der Höhlenforscher (Dresden), 8, 4: 52-57.
- 1977: Návštěvník - speleoklimatický činitel (Visitor - a Speleoclimatic Factor). - Čes. kras (Beroun), 2, 39-46.
- 1977: Effect of Alternations of the External Air Pressure on the Climatic Regime of Caves. -Tarcus Proceedings on the Occasion of the 7th International Congress of Speleology Sheffield ´77 (Prague): 37-40.
- 1978: Klimatický model dynamické jeskyně (Climatic Model of a Dynamic Cave). - Čes. kras (Beroun), 3: 38-50.
- 1978: K niektorým aspektom sprístupnenia Koněpruských jaskyň (Some Aspects of the Opening to the Public of the Koněprusy caves). - Sbor. symp. pre speleoterápiu a speleomedicínu-1976, Liptovský Mikuláš: 41-43 (slovenská verze), 93-96 (německá verze), 125-128 (přílohy).
- 1979: Prochladnutí v jeskyních (Cooling in Caves). - Čes. kras (Beroun), 4: 73-77.
- 1979: Zájezd do pohoří Apusenii (Rumunsko). - Čes. kras (Beroun), 4: 101-102.
- Jančařík A., Lysenko V., Porkát J. (1980): Jeskyně v lomu "U paraplete" - 21. krasová oblast Českého krasu. - Čes. kras (Beroun), 5: 30-36.
- 1980: K výpočtu změn povrchové teploty při přestupu tepla mezi ovzduším a horninou (On the Calculation of Surface Temperature Changes Among Air and Rock). - Čes. kras (Beroun), 5: 55-56.
- Botur J., Jančařík A. (1980): Prochladnutí a vlhký oděv (Cooling and wet dress). - Čes. kras (Beroun), 5: 57-59.
- Botur J., Jančařík A. (1981): K dynamickému odporu proudění. - Čes. kras (Beroun), 6: 53-57.
- 1982: Měření obsahu vodního aerosolu v jeskynním ovzduší. - Čes. kras (Beroun), 7: 50-52.
- Halbichová I., Jančařík A. (1982): Izmjenjenije mikroklimata peštěry i aerosolnyj sinter. - Referát na První národní Bulharské speleologické škole, Karlukovo - 1982, nepublikováno.
- Halbichová I., Jančařík A. (1982-1983): Conseguenze del cambiamento della morfologia e del microclima in alcuni riepimenti i minerari delle grotte di Koněprusy. - Not sez. CAI, Sez. di Napoli, N.S., 37, 1: 51-55. Napoli.
- Halbichová I., Jančařík A. (1983): Aerosol Sinter and the Cave Development. Nové směry ve speleologii, Red. Jančařík: 8-10, Dobřichovice.
- 1983: Visitor in a Mathematical Model of a Cave Microclimate. Nové směry ve speleologii, Red. Jančařík: 29-30, Dobřichovice.
- 1984: Současný stav poznatků o mikroklimatu Koněpruských jeskyní (Recent Stage of Knowledge on the Microclimate in the Koněprusy Caves). - Čes. kras (Beroun), 9: 96-101.
- 1984: Klimatické podmínky v jeskyni č. 1504, In: Matoušek V.: Zpráva o třetí sezoně archeologického výzkumu jeskyně č. 1504 v Údolí děsu u Srbska. - Čes. kras (Beroun), 10: 22-23.
- 1984: Mezinárodní sympozium "Nové směry ve speleologii - Dobřichovice 83". - Čes. kras (Beroun), 10: 92-93.
- 1986: Ke genezi specifických forem aerosolových sintrů vyskytujících se ve středních patrech Koněpruských jeskyní (Zur Genese von spezifischen Formen von Aerosolsintern die in mittleren Etage der Koněprusy-Höhle vorkommen). - Čes. kras (Beroun), 12: 5-22.
- 1986: BOSÁK, Pavel, JANČAŘÍK, Antonín: Krasová turistika : Učební text pro cvičitele 3. a 2. třídy; kresby A. Jančařík; Olympia, Praha.
- 1987: Jen pro upřesnění. - Čes. kras (Beroun), 13: 69-72.
- 1989: Axanometrické zobrazení povrchů. - Čes. kras (Beroun), 15, 56-63.
- 1989: II. mezinárodní sympózium o podzemních lomech. - Čes. kras (Beroun), 15: 93.
- Jäger O., Jančařík A. (1992): 60 let prof. Ivo Chlupáče, DrSc. - Čes. kras (Beroun), 17, 52.
- Jančařík A. (1994): Evidence speleologických objektů pomocí PC. - Čes. kras (Beroun), 19: 30-31.